# Yoshihide Nishikawa
Yoshihide Nishikawa (西川 吉英 Nishikawa Yoshihide?), född 10 april 1978 i Tochigi prefektur, är en japansk före detta fotbollsspelare.
Nishikawa började sin karriär 2001 i Oita Trinita. 2002 flyttade han till Shonan Bellmare. Efter Shonan Bellmare spelade han för Sagawa Printing och Tochigi SC. Han avslutade karriären 2007.